# Jazyky Islandu

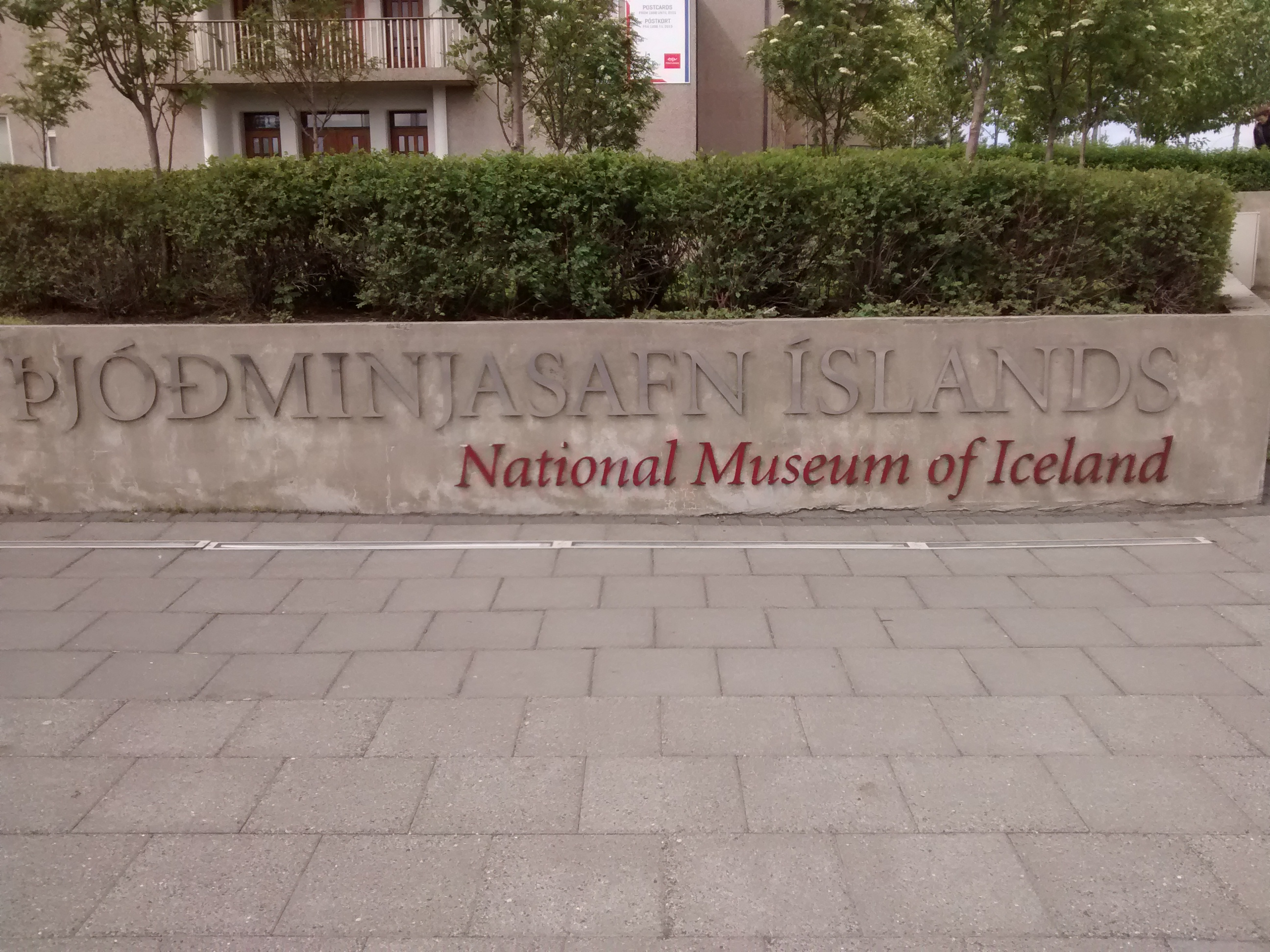
Dvojjazyčný (islandský a anglický) nápis před Islandským národním muzeem v Reykjavíku

Island je jazykově poměrně izolovaný, hlavním jazykem je islandština, která se vyvinula ze staré severštiny a používá se téměř nezměněná od 9. století. Ve školách na Islandu se vyučuje angličtina a dánština. V minulosti se také na Islandu používal baskicko-islandský pidžin, používali ho baskičtí velrybáři. Jednalo se o mix různých evropských jazyků.
Jediným úředním jazykem je islandština, na Islandu však tvoří cizinci asi 7 %, mezi hlavní jazyky cizinců patří: polština (používá ji 2,71 % obyvatel), litevština (0,43 %), angličtina (0,32 %), němčina (0,31 %), dánština (0,31 %), portugalština (0,28 %), filipínština (0,24 %), thajština (0,17 %) a lotyština (0,14 %). Za dob, kdy byl Island součástí Dánska, byla dánština uznaným jazykem menšiny, nyní tomu už tak není.
Neslyšící na Islandu používají islandský znakový jazyk.